# 리잔수
리잔수(중국어 정체자: 栗戦書, 한자음: 율전서; 1950년 8월 30일 ~ )는 중화인민공화국의 정치가이다. 현재 중국공산당 중앙정치국 상무위원이다. 허베이성 핑산현 헤이룽장성 성장과 구이저우성의 당위원회 서기를 역임하였으며, 중국공산당 중앙판공청 주임 등을 지냈다.